# Саютин, Никита Андреевич
Никита Андреевич Саютин (родился 13 января 1992 года) — российский регбист, нападающий второй линии команды Стрела. КМС по регби.

## Биография
Образование — Красноярский Индустриально Металлургический Техникум по специальности «Маркетинг по отраслям»
С 2011 по 2015 год выступал за регбийный клуб «Енисей-СТМ»
С 2015 по 2016 год выступал за регбийный клуб «Металлург»
С 2016 по 2017 год выступал за регбийный клуб «Кубань»
В 2017 году снова вернулся в «Металлург»
С 2018 по 2019 год вновь выступал за регбийный клуб «Кубань»
С 2019 по 2020 год выступал за регбийный клуб «Локомотив»
В 2020 году перешёл в казанскую Стрелу

## Достижения
- Серебряный призёр Чемпионата Европы U19
- Серебряный призёр Кубка страны в 2016 году